# Хрещатый (Белгородская область)
Хрещатый — хутор в Алексеевском районе (городском округе, с 2018) Белгородской области, центр Хрещатовского сельского поселения.

## Описание
Расположен в восточной части области, в 22 км к юго-западу от районного центра, города Алексеевки. 
| 1859 | 1897 | 2002 | 2010 |
| ---- | ---- | ---- | ---- |
| 653  | ↘617 | ↘367 | ↘305 |

Улицы и переулки
| - ул. Запрудная - ул. Лесная - ул. Новая - ул. Солнечная - ул. Центральная - ул. Школьная |

## История
Основано во второй половине XVIII столетия, согласно итоговой ведомости пятой ревизии 1795 года в нем уже проживало 148 душ. Хутор возник возле большого разветвленного Хрищеватого оврага, от него и получил свое имя. «Хрищеватый, хрещатый» — т.е. раскидистый, в виде креста. 
В 1859 году - Бирюченского уезда «хутор владельческий Хрищатый (Хрещатый) при отвершке Хрищеватого оврага», «по правую сторону большого почтового тракта от г. Бирюча до г. Острогожска» — 85 дворов, 653 жителя (331 муж., 322 жен.).
Упоминается в Памятной книжке Воронежской губернии за 1887 год как «хуторъ Хрищатый» Наголенской волости Бирюченского уезда. Число жителей обоего пола — 591, число дворов — 82.

## Образование
В селе действует Муниципальное бюджетное общеобразовательное учреждение «Хрещатовская основная общеобразовательная школа».

### Памятники и мемориалы
Памятник 128-и советских воинов, погибших в боях с фашистскими захватчиками.